# Copablepharon subflavidens
Copablepharon subflavidens är en fjärilsart som beskrevs av Augustus Radcliffe Grote 1882. Copablepharon subflavidens ingår i släktet Copablepharon och familjen nattflyn. Inga underarter finns listade i Catalogue of Life.